# Mucking Creek
Der Mucking Creek ist ein Wasserlauf in Thurrock, Essex in England. Er entsteht im Westen von Stanford-Le-Hope aus zwei kurzen unbenannten Zuflüssen und fließt in südöstlicher Richtung bis zu seiner Mündung in die Themse.